# Chao (moeda)

Nota da Dinastia Yuan com a sua placa de impressão (1287)

O chao (chinês tradicional: 鈔, chinês simplificado: 钞) foi a nota de dinheiro oficial da dinastia Yuan na China. Ao contrário do dinheiro de papel anterior, tais como "jiaozi", ele foi o primeiro papel-moeda a ser utilizada como predominante meio circulante na história da China. A principal pressa foi a casa da moeda imperial estabelecida em 1260, provavelmente em Yanjing. Foi, certamente, localizada em Cambalique depois que a cidade foi criada, na mesma década. Capitais regionais, por vezes, foram autorizadas a imprimir dinheiro. O dinheiro das várias épocas da dinastia Yuan também foram separadamente conhecidas, como o Zhongtong notas e Zhiyuan notas do reinado de Kublai Khan. notas chao tinham inicialmente o lastro em prata, mas como a demanda por elas cresceram, elas se tornaram uma moeda fiduciária e não foram lastreadas por ouro ou prata.
Foi este dinheiro que foi descrito por Rustichello em sua narrativa das viagens do Veneziano Marco Polo.

## Ilcanato
Mais tarde, em 1294, a fim de controlar a tesouraria, Gaykhatu do Ilcanato, na Pérsia, tentaram introduzir o papel-moeda em seu império, que imitou o Chao emitido pela dinastia Yuan, e foram tão detalhados, que as notas ainda tinham os palavras chineses impressas. No entanto, a experiência provou ser um completo fracasso, e Gaykhatu foi assassinado pouco tempo depois.

## Ligação externa
- Informações, Dinheiro, e o Valor